# 지옥

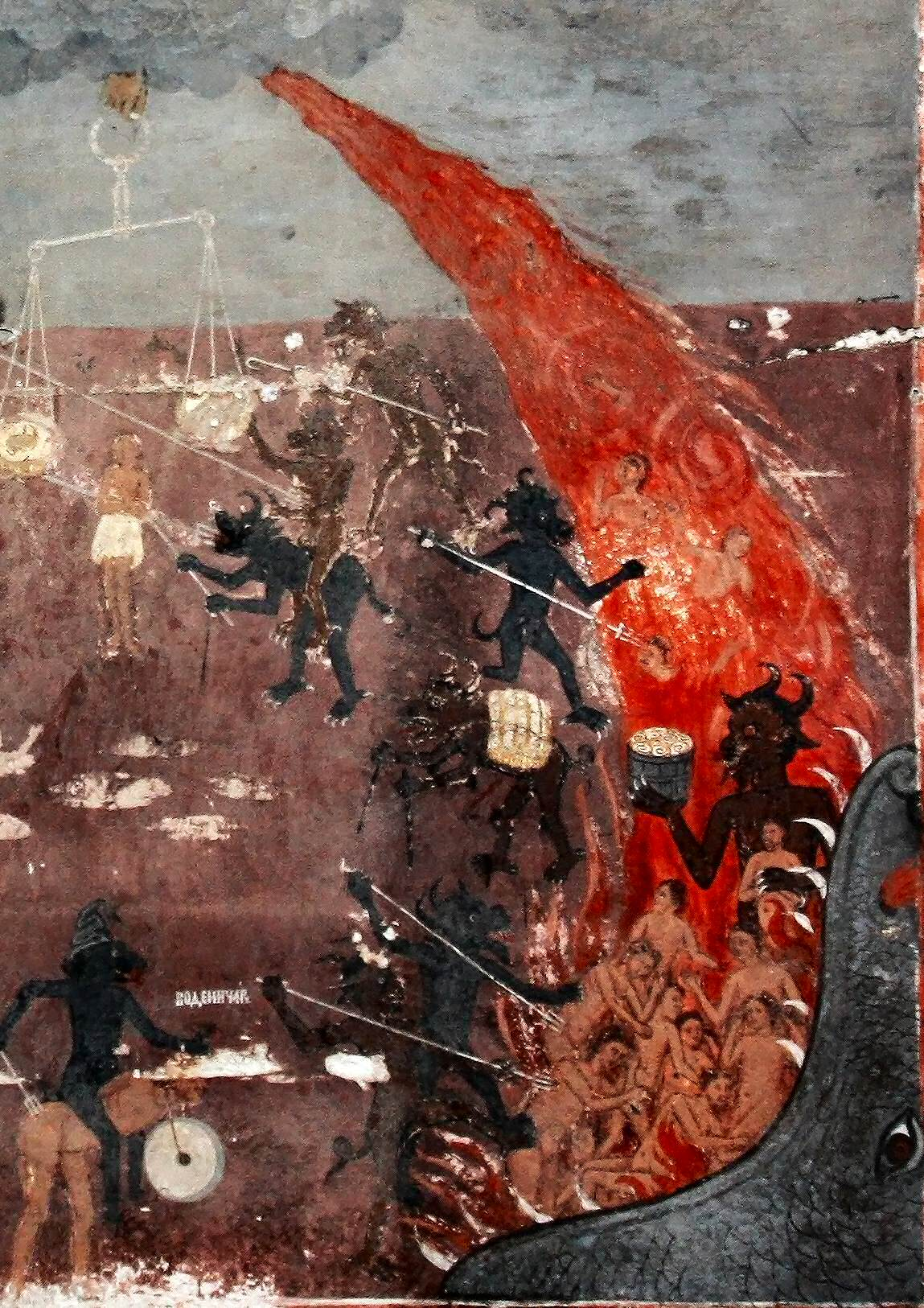
지옥 - 불가리아에서 세인트 니콜라스의 중세 교회에서 프레스코에서 지옥 이미지

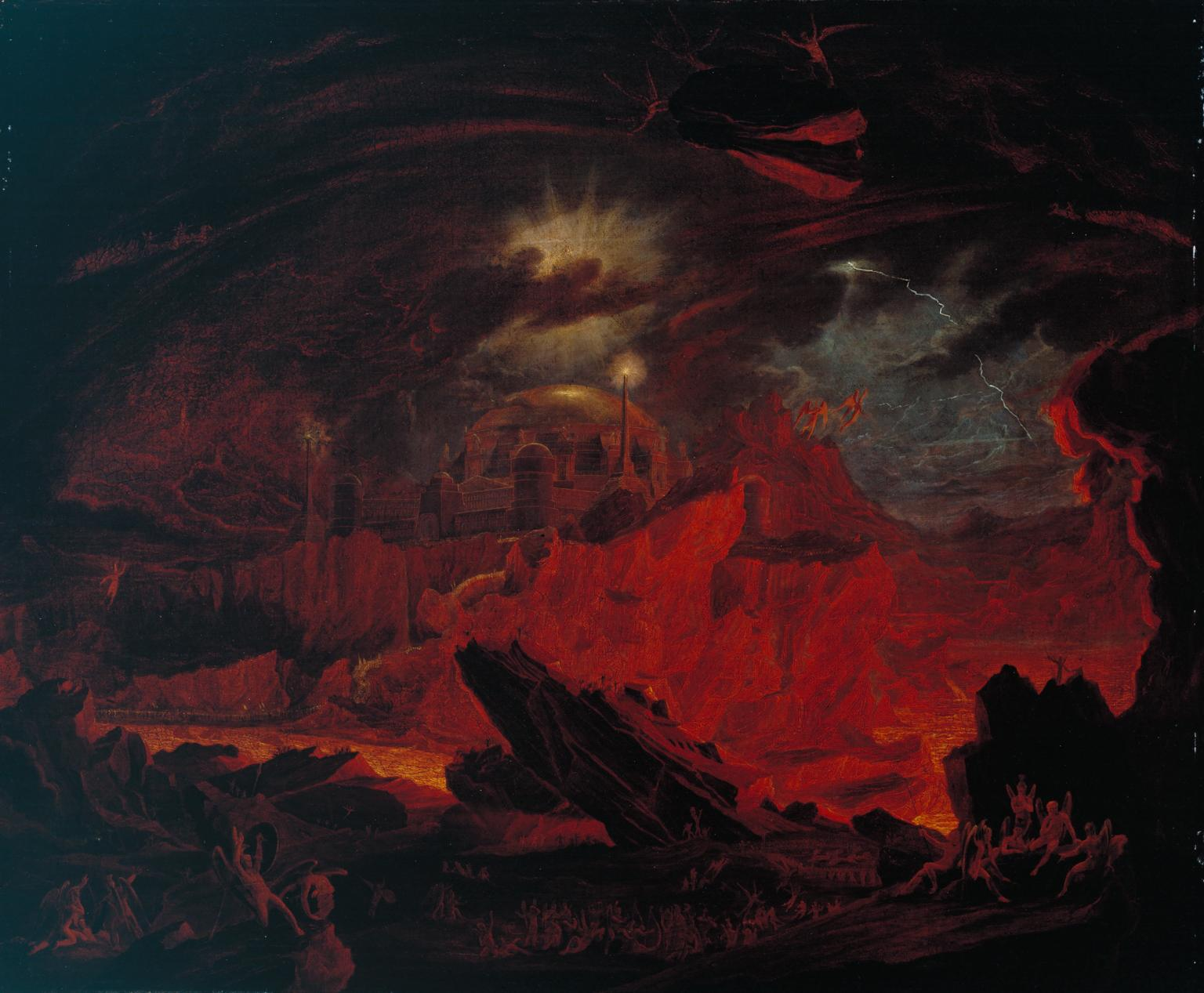
타락한 천사들이 지옥으로 내려오는 것을 묘사한 그림

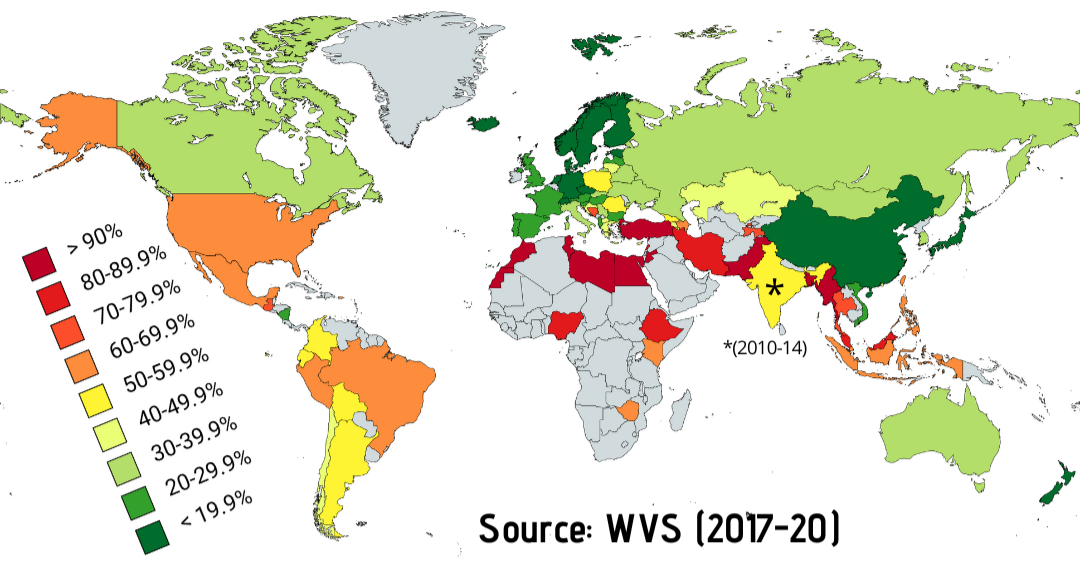
국가별 지옥에 대한 믿음(2017년-2020년)

지옥(地獄)은 악하거나 불의한 사람의 영혼이 사후에 처벌을 받는 고통의 장소라는 사상이 대부분 종교들의 일반적 믿음이다. 그러한 사상은 고대 바빌론과 이집트 시대까지 거슬러 올라간다.
지옥은, 기독교와 불교 등 많은 종교 및 유교적 전통에서, 죽음 이후에 받아야 하는, 즉 내세에 있는 고통 그리고 처벌의 장소이다. 지옥을 영원히  지속되는 고통을 받으며 거주하는 목적지로 묘사하기도 하는 반면, 불교와 같은 순환적인 역사를 가진 종교에서는, 지은 죄의 대가를 치르면 다시 동물이나 인간으로 태어날 수 있는 매개체로서 지옥을 묘사한다.
일반적으로 이러한 전통은 지옥의 위치를 다른 차원에 있는 별도의 세상, 또는 지구의 표면 아래 놓고 종종 지형지물의 출입구를 포함한다. 지옥의 상대적인 의미로는 천국, 연옥, 낙원 등이 사용된다.
또는,
죽음 이후의 세상인 지옥에 대해서, 처벌이나 보상의 장소로 생각하지 않는 다른 전통은 지옥을 지구의 표면 아래에 있는, 지구 내부의 중립 장소인 죽은 자의 거처로 묘사하기도 한다.
반면, 일부 종교에서는 형벌을 받는 그러한 지옥은 존재하지 않으며, 죽으면 누구나 무덤으로 내려가 더 이상 생명도 존재하지 않게 된다고 가르치기도 한다.

## 불교
불교는 지옥을 매우 상세하게 묘사하고 있으며 그 종류도 매우 많다.

## 같이 보기
- 천국
- 연옥
- 하데스